# Rzyczki
Rzyczki (ukr. Річки, także Rzeczki) – wieś na Ukrainie, w rejonie lwowskim (wcześniej w rejonie żółkiewskim) obwodu lwowskiego, blisko polskiej granicy. Wieś liczy około 1320 mieszkańców.
Znajduje się tu przystanek kolejowy Rzyczki, położony na linii Rawa Ruska – Czerwonogród (Krystynopol).
Pod koniec XIX we wsi znajdował się karczma o nazwie Wydra.
W II Rzeczypospolitej do 1934 samodzielna gmina jednostkowa. Następnie należała do zbiorowej wiejskiej gminy Siedliska w powiecie rawskim w woj. lwowskim.
W latach 1943–1945 nacjonaliści ukraińscy z OUN-UPA zamordowali tutaj 109 Polaków.
Po wojnie wieś weszła w struktury administracyjne Związku Radzieckiego.

## Zabytki
- Zamek w Rzyczkach – na północny zachód od wsi nad rzeką znajdował się mały zamek na planie prostokąta[6] z czterema basztami w narożach. Wewnątrz stały dwa budynki, prawdopodobnie wykonane z kamienia lub cegły. Obecnie widoczne są tylko kontury nasypu[7].